# Pokiok
 (février 2023).
Si vous disposez d'ouvrages ou d'articles de référence ou si vous connaissez des sites web de qualité traitant du thème abordé ici, merci de compléter l'article en donnant les références utiles à sa vérifiabilité et en les liant à la section « Notes et références ».
Pokiok (autrefois orthographié Poquiock) est une communauté canadienne située dans le comté de York dans la province du Nouveau-Brunswick. Elle est située sur la berge ouest du fleuve Saint-Jean à 37 km à l'ouest de Fredericton et à 5 km à l'ouest de Nackawic.
Pokiok est le site des anciennes chutes Pokiok (en). Ces chutes étaient une attraction touristique locale jusqu'à la construction en 1967 du barrage de Mactaquac, qui fit lever le niveau d'eau et submerger les chutes.

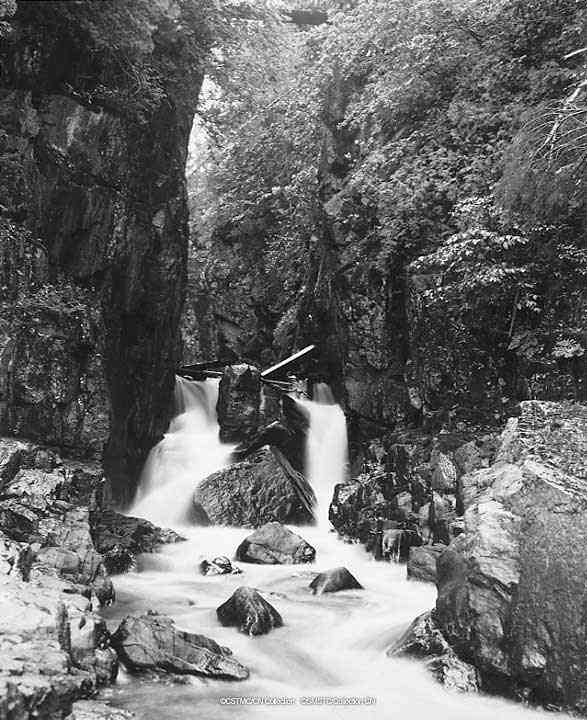
Les dans les années 1900.